# Lionel Enguene
Zacharie Lionel Enguene Onana (* 7. Januar 1996 in Bertoua) ist ein kamerunischer Fußballspieler.

## Karriere
Enguene kam in der kamerunischen Stadt Bertoua auf die Welt. 2007 scoutete ihn der FC Barcelona und nahm ihn in seine Nachwuchsabteilung, in die La Masia, auf. Zum Sommer 2015 wurde er dann in den Kader von FC Barcelona B aufgenommen und spielte für diesen Verein in der 3. spanischen Liga.
Nachdem er die La Masia durchlaufen hatte, wechselte er im Januar 2016 zum türkischen Erstligisten Antalyaspor. Zur nächsten Saison kehrte er nach Spanien zurück und heuerte beim CD Lugo an.